# 三城公園
三城公園（みきこうえん）は、岐阜県大垣市にある都市公園である。

## 概要
- 1973年（昭和48年）3月31日開園。その後改修が行われ、1974年（昭和49年）にソフトボール場、1982年（昭和57年）にテニスコートが整備された。
- 園内にはサザンカ、サクラ（ソメイヨシノ）などが植えられている。2002年（平成14年）からツバキが植えられ、約300種700本からなるツバキの里（むつきの里）が整備されている。
- 園内にはソフトボール場、テニスコートの他、遊具（すべり台、ブランコ、鉄棒、砂場）、芝生広場、噴水、自噴井、藤棚、野外音楽堂などがある。
- 公園名は、この地域に存在した三城村に因む。

## 運動施設概要

### ソフトボール場
ソフトボールの他に少年野球に使用される。外野は総天然芝。夜間照明有。
- 面積：7,500 m2
- 両翼75 m
- 中堅75 m
- 観客席：500人

### テニスコート
硬式テニス専用の全天候型砂入り人工芝のコートが4面ある。

### 勤労身体障害者等市民プール
- 1977年（昭和52年）8月に、大垣市と雇用促進事業団の共同出資により建設されたプール。身体障害者等が利用し易いように整備されたプールであるが、一般人も利用が可能である。
- 軽度身体障害者、車椅子利用者のためにスロープを付けた25ｍプール、身体障害者専用の20ｍプール、軽度身体障害者の徒歩プールがある。
- 三城公園内にあるが、所在地は大垣市中之江3丁目1-3である。

## 所在地
- 岐阜県大垣市加賀野5丁目49-1

## 交通

### 交通機関
- 名阪近鉄バスソフトピア線・羽島線「総合体育館」バス停より徒歩約2分。
  - 東海道本線・樽見鉄道・養老鉄道大垣駅（大垣駅前バスのりば）よりソフトピアジャパン、東町、総合体育館行き
  - 東海道新幹線岐阜羽島駅より総合体育館行き

### 道路
- 国道21号和合ICより県道50号を南下し、「中ノ江」交差点を右折。